# Catedral Metropolitana de Sant'Ana
A Catedral Metropolitana de Sant'Ana é uma catedral e sé arquiepiscopal da Arquidiocese de Feira de Santana. É sede da paróquia homônima, a qual está sediada no município de Feira de Santana, sede da região metropolitana de mesmo nome. Localiza-se na rua Góes Calmon, bairro Centro.

## História
A Catedral Metropolitana de Sant'Ana tem sua origem na capela em honra de São Domingos e Senhora Sant’Ana, construída nas terras doadas por Domingos Barbosa de Araújo e Ana Brandão em 1732. Eram os santos padroeiros do casal e assim inicia-se a devoção à Sant'Ana na cidade. 
Transformou-se em ponto de referência da cidade e daí derivou o nome Feira de Sant'Ana, decorrente de uma conhecida feira de gado que ocorria na cidade.
Em 1846 foram feitos melhoramentos na capela  e em 1859 recebeu a visita do imperador D. Pedro II.
Em 21 de julho de 1962, foi criada a Diocese de Feira de Santana pelo Papa João XXIII, separando-se da Arquidiocese de São Salvador da Bahia. Em 16 de janeiro de 2002, através do Papa João Paulo II, a capela foi elevada à dignidade de Arquidiocese e adicionado oo  título de Metropolitana, com a criação da Província Eclesiástica de Feira de Santana.

## Arquitetura
A Catedral Metropolitana de Sant'Ana possui uma planta retangular, distribuída em uma área de 944 metros quadrados. Sua fachada principal em estilo barroco possui três portas em arco com três janelas na parte superior, onde fica a área do coro. O corpo central é ladeado por duas torres com terminação piramidal. Seu altar-mor foi elaborado pelo arquiteto e pintor francês Colman Linhart.

## Festividades
Inicialmente a Festa de Sant'Ana era celebrada em julho, mês consagrado à ela. Porém por ser um período de chuvas constantes, o que reduzia o número do público participante, a festa foi transferida para o mês de setembro entre os anos de 1880 e 1890. No início do século XX, ela foi alterada novamente, para o mês de janeiro.
A festa era organizada por comerciantes e fazendeiros locais, homens ricos da sociedade, o que ocasionou a revolta dos operários e fumageiros (produz fumo, tabaco) que também queriam fazer parte da organização. Para minimizar este conflito, a Irmandade de Santana assumiu a organização e no início do século XX, ela foi substituída pelas comissões organizadoras.